# Tatnyefty
Tatnyefty (oroszul публичное акционерное общество «Татнефть» имени В.Д. Шашина vagy ПАО «Татнефть» им. В.Д. Шашина) orosz olaj- és földgázipari nyilvánosan működő részvénytársaság, amelynek székhelye a Tatár Köztársaságban, Almetyjevszk városban van. Az ötödik legnagyobb olajipari cég Oroszországban, és a nyolcadik legnagyobb tőzsdén jegyzett cég Oroszországban 2019 végén. A Forbes Global 2000 rangsorában a Tatnyefty 2020-ban az 539. helyen állt.
A Tatnyefty a legtöbb kitermelési és feldolgozási licenccel Tatárföldön rendelkezik, és gyakorlatilag az összes nyersolaját itt állítja elő. A naponta kitermelt 581,5 ezer hordónyi olaj 35,5%-át. napi 206,7 ezer hordónyit a Tatnyefty TANECO finomítójában dolgozzák fel.
Tevékenységei között szerepel a földgáz feldolgozása, kőolajipari termékek – elsősorban gumiabroncsok – gyártása és kereskedelme, berendezések gyártása, műszaki, beszerzési és építőipari szolgáltatások az olaj- és földgázipari projektekhez, valamint 2016 negyedik negyedévétől kezdve a Zenit Bank irányításának megszerzésével banki tevékenységek is.

## Története
A Tatnyeftyet a Szovjetunió Minisztertanácsa rendeletével alapították 1950. április 28-án a Szovjetunió Olajipari Minisztériuma alá rendelt termelőegységként, egyesítve több Tatárföldön működő céget.
A Tatnyeft alapításakor a Tatárföldön található különböző olajmezőkön kezdte meg a termelést, elsősorban az 1948-ban feltárt óriási méretű romaskinói olajmezőn. 1956-ra a Tatnyefty lett a Szovjetunió legnagyobb nyersolaj-gyártó vállalata. 1975-ben az éves termelése elérte a 104 millió tonnát. 2019-ben a Tatnyefty éves termelése 29 798 ezer tonna, azaz 212 252 ezer hordó volt.
1994-ben a Tatnyeftyet privatizálták, és nyilvánosan működő részvénytársasággá alakították át. A részvények 40%-a és egy 'aranyrészvény' Tatárföld állami vagyonügynökségének kezébe került. 1995. október óta részvényeit jegyzik a tőzsdén, és egyike lett az RTS-indexet alkotó cégeknek. 
1998 és 2016 között amerikai letéti jegyeivel (American Depositary Receipt, ADR) a New York-i tőzsdén kereskedtek, 2016. december óta a londoni tőzsdén.
2005-ben új finomítót kezdett építeni Nyizsnyekamszkban TANECO néven; ennek az üzembe helyezése 2011-ben történt meg. 
2006-ban indították el az a projektet, amelynek során magas viszkozitású olajat tárolnak Tatárföldön. 2020. május 31-i állapot szerint a Tatnyefty több mint 65 ezer hordónyi magas viszkozitású olajat termel 1042 kútból.
2019-ben a Neste Oil Corporationtól egy 75 állomásból álló üzemanyagkút-hálózatot vásárolt Északnyugat-Oroszországban, valamint egy terminált Szentpéterváron.

## Operations
A Tatnyefty fő tevékenységei:
- földgáz és kőolaj kitermelése és feldolgozása
- földgáz és kőolaj  finomítása és kereskedelme
- kőolajipari termékek gyártása (beleértve a nyizsnyekamszki gumiabroncs-gyárat)
- banki szolgáltatások (leányvállalatain keresztül)

A Tatnyefty az első orosz olajvállalat, amely olajkitermelésre kötött szerződést Szíriával. A szerződés 2005. márciusban lépett hatályba.
2016-ban a Tatnyefty 77 olajmezőt üzemeltetett. Oroszország mellett kitermelést és feldolgozást folytat Türkmenisztánban, Üzbeisztánban, Líbiában és Szíriában. 2019-ben 29,8 millió tonna olajat termelt ki és 206,7 ezer tonna olajat finomított. Ugyanebben az évben 800 üzemanyagtöltő-állomással rendelkezett Oroszország, Fehéroroszország, Ukrajna és Üzbegisztán területén.

## Fordítás
Ez a szócikk részben vagy egészben  a   Tatneft című angol Wikipédia-szócikk ezen változatának fordításán alapul.  Az eredeti cikk szerkesztőit annak laptörténete sorolja fel. Ez a jelzés csupán a megfogalmazás eredetét és a szerzői jogokat jelzi, nem szolgál a cikkben szereplő információk forrásmegjelöléseként.